# Hinterschmiding
Hinterschmiding là một đô thị thuộc huyện Freyung-Grafenau trong bang Bayern nước Đức. Đô thị Hinterschmiding có diện tích 21,04 km², dân số thời điểm 31 tháng 12 năm 2006 là 2553 người.